# Brenzone
Brenzone es una localidad y comune italiana de 2519 habitantes, ubicada en la provincia de Verona (una de las siete provincias de la región de Véneto).

## Localidades
Castelletto di Brenzone
Es una pequeña ciudad al sur del Lago di Garda. Es un destino turístico bastante visitado en "ferro agosto". Esta pequeña ciudad posee muchos restaurantes, hoteles y un pequeño puerto que lleva al lago.
Campo o Campo di Brenzone

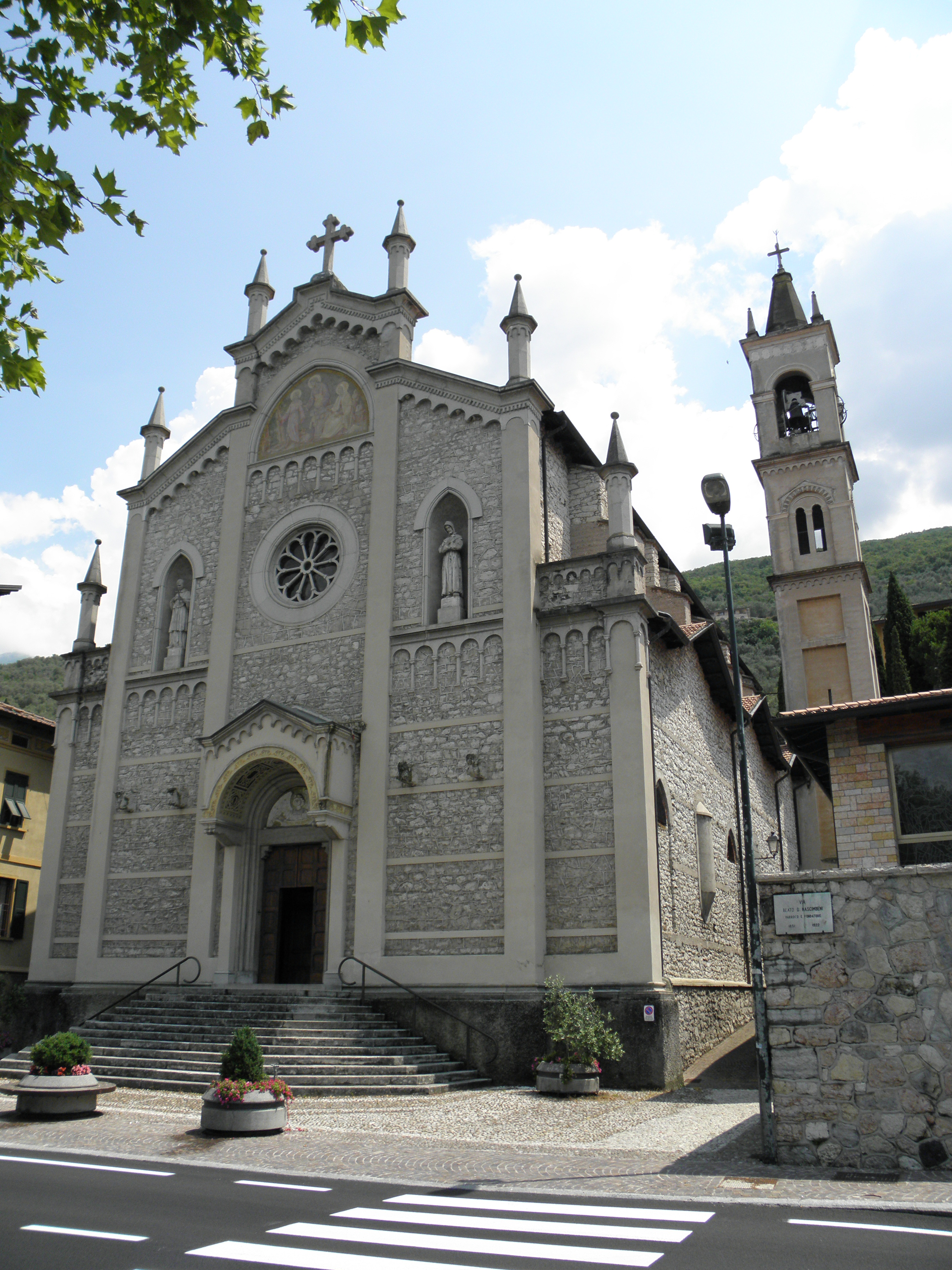
Esta es la parroquia de Castelletto llamada "Parrochia di Castelletto".

Es la denominación de un poblado junto al Lago di Garda en la comarca de Brenzone. Este pintoresco pueblo, situado sobre las laderas entre el monte Baldo y el Lago di Garda, está formado por un grupo de casas de piedra, muy juntas unas con otras. Actualmente se encuentra deshabitado en su mayor parte.
La existencia de Campo data del año 1023. Son visibles los restos de un castillo cubierto por la vegetación y una Iglesia, con influencia bizantina.
Se puede acceder a pie a través del camino recientemente remozado que parte de Magugnano, sede del Comune di Brenzone, y lleva a Campo pasando por la localidad Ca’ Romana.
En los últimos años se han multiplicado las iniciativas colectivas para la recuperación y valorización turística de Campo di Brentone.
La Iglesia está dedicada a San Pietro y se construyó entre los siglos XII y XIV. Los frescos, bien conservados, son atribuidos al maestro Giorgio da Riva, pintados alrededor del año 1358; estos se extienden sobre el arco, en el ábside y en las paredes laterales. Representan a varias figuras religiosas entre las que destacan la Virgen María y Cristo. Sólo se conserva de la estructura original del año 700 la fachada exterior. El resto de la iglesia es de estilo románico.

## Demografía
| Gráfica de evolución demográfica de Brenzone entre 1861 y 2001 |
|                                                                |
| fuente ISTAT - elaboración gráfica a cargo de Wikipedia        |